# Conlon Nancarrow
Conlon Nancarrow, född 27 oktober 1912 i Texarkana, Arkansas, död 10 augusti 1997 i Mexico City, Mexiko, var en amerikanskfödd tonsättare och som bodde och verkade större delen av sitt liv i Mexiko. Han stred mot fascisterna i spanska inbördeskriget från 1937 till 1939 och fråntogs sitt pass när han återvände till USA. Nacarrow gick i exil i Mexiko och blev mexikansk medborgare 1955.
Flera av hans verk är skrivna för självspelande piano och hans musik är inspirerade av folkmusik och jazz samt av Johann Sebastian Bach. Hans musik uppmärksammades först på allvar på 1970-talet.